# 原後山治
原後 山治（はらご さんじ、1926年（大正15年）1月1日 - 2008年（平成20年）8月25日）は、日本の弁護士。

## 人物
1926年和歌山県生まれ。1951年（昭和26年）東京大学法学部政治学科を卒業。1973年（昭和48年）から日本弁護士連合会理事。1981年（昭和56年）から1987年（昭和62年）まで同連合会の法廷委員会委員長を務めた。
在日韓国人の司法修習生採用をめぐる問題で弁護団長を務め、外国籍の人に門戸を開いた。このほか、法廷傍聴人のメモをめぐり「知る権利」が争われた訴訟、法廷外での弁護士仲裁制度の創設などに尽力した。
2008年8月25日、肺炎のため死去。

## 著書
- 「任意法曹団体-その理念と現実」大野正雄編 『講座現代の弁護士 第2巻』 日本評論社、1970年。（馬場英彦との共著）
- 「仲裁は楽しい-第二東京弁護士会仲裁センターの事例に思う」第二東京弁護士会編『弁護士会仲裁の現状と展望』 判例タイムズ社、1997年。